# 1090 Sumida
1090 Sumida је астероид главног астероидног појаса са средњом удаљеношћу од Сунца која износи 2,361 астрономских јединица (АЈ).
Апсолутна магнитуда астероида је 12,49 а геометријски албедо 0,242.